# Pseudaulacaspis dubia
Pseudaulacaspis dubia är en insektsart som först beskrevs av William Miles Maskell 1882.  Pseudaulacaspis dubia ingår i släktet Pseudaulacaspis och familjen pansarsköldlöss. Inga underarter finns listade i Catalogue of Life.